# 官保加
官保加（藏語：མགོན་པོ་རྒྱ，威利转写：mgon po gya；1899年—1981年3月23日），字立亭，青海蒙古族，青海左翼盟和硕特北左末旗 (今青海省海西州乌兰县茶卡镇) 人，中华人民共和国政治人物。 

## 生平
祖上世代以放牧狩猎为生。至祖父洪石巴时，逐水草到湟中县拉沙峡一带放牧。后因牲畜日渐凋蔽，其父朋措只好弃牧就农，全家10口人种山旱地30余亩为贫农。官保加排行老三，六岁时给同村人放羊。12岁时，茶卡王命令官保加顶替其子到清朝青海办事大臣在西宁设立的蒙番小学，成了蒙番小学一名公费生。后升入青海蒙番师范学校，熟读四书五经，22岁毕业。先后在都兰、玉树等地教学。由于精通蒙汉语言文字，兼懂藏语，被蒙古左翼盟选中为该盟驻南京代表 ,1931年到南京政府蒙藏委员会任职。不久被派往蒙藏委员会下属机构边政委员会工作，多次赴川康甘青边，做了一些调查研究工作。1938年，马步芳撤了官保加的驻京办事处代表，委以青海蒙古两盟驻省办事处副处长闲职。
1942年10月马步芳任命官保加为人口二万余的同仁县代理县长。1945年初被迫辞职赋闲。1947年当选为青海省国大代表。
1949年9月中国人民解放军第一军解放青海省。官保加参加革命。任中华人民共和国青海省文教厅编译室主任、青海省文协副理事长、1950年5月任都兰县县长，在都兰县委的领导下，积极向各民族宣传党的民族平等团结政策，揭露青马政权制造民族隔阂的事实和实质；为加强民族团结和民族区域自治工作，调解民族纠纷，出面解决了一些年深日久，十分棘手的民族纠纷，一碗水端平，在各民族中有着很高的声望，历史遗留的民族纠纷得到了妥善解决，实现民族的大和解、大团结。任都兰县长时，热情欢迎地质勘查人员进入柴达木盆地，为进入都兰县的地质队提供了不少有用的矿藏分布线索，在全县形成了一个群众报矿的热潮。
1954年担任海西蒙古族藏族哈萨克族自治州首任州长。当时进入柴达木盆地的地质勘探队伍数千人在昆仑山、阿尔金山及柴达木盆地西部人烟绝迹的戈壁荒野中野外工作，生活条件和工作环境异常严酷。海西州委领导下，官保加主持和组织了对地质勘探的支援工作，1955年3月至6月不完全统计，全州组织参加运输的骆驼有1711峰，牛4014头，马107匹，大车122辆；翻译、向导、驮运人员489人。驮运小麦、面粉120万斤，烧柴60万斤，煤炭45万斤，木料1500立方米，还有大量的百货日用品。动员民工929人，抢修格尔木以西翻浆路，设置了临时性的食宿点、邮电局等机构。1956年冬地质队200余人，在柴达木盆地西部阿拉尔地区，被大雪围困，继绝了燃料和其它生活必需品。官保加同郝全珍一起带队运送物资，在冰天雪地中艰难跋涉9天，终于将救援物资及时运到。为此，受到了地质部领导的当面嘉奖，并赠给锦旗一面。
1979年被选为青海省政协第4届副主席，1979年又被选为青海省人大常委会第5届副主任。 
第一、二、 三、四、五届全国人民代表大会代表，第五届全国人大民族委员会委员。。  